# Festival de jazz de La Rochelle
La Rochelle Jazz Festival est un évènement musical annuel organisé à La Rochelle au mois d'octobre depuis 1998. En 2022 le festival se tiendra du 11 au 15 octobre. La programmation bientôt à disposition. 

## Historique
En 1998, des membres du bureau de la Société Philharmonique de La Rochelle décident d’organiser, sur trois journées, une manifestation musicale locale axée sur le jazz.
En 2000, à l’initiative d’Alain Le Meur est créée l'association Jazz entre les deux tours, dédiée à l’organisation de ce festival axé sur la promotion du jazz.
Une licence de diffuseur lui est délivrée en 2000 (licence 3) puis une licence de producteur (licence 2) en 2003, qui permet à l'association une plus grande liberté de fonctionnement.
Didier Lockwood en était directeur artistique depuis 2013. Depuis qu'il nous a quittés, l'association Jazz Entre les Deux Tours programme ce festival de Jazz de La Rochelle.
Le festival Jazz Entre Les Deux Tours intitulé "La Rochelle Jazz Festival" depuis 2020, accueille des musiciens de tous horizons et de réputation internationale, nationale ou régionale. Les concerts payants alternent avec les concerts gratuits, conférences, master-classes, animations pédagogiques au profit de collégiens et lycéens de la Charente-Maritime.

## Programmation

### Années 2020
2020 : Vincent Peirani, Lars Danielson, Rymden, Jî Drû et Sandra Nkaké, David Linx, Jaco Karlzon, Irving Acao/ Carlos Sarduy 6tet by EL Comité, Moritz, Gaël Rouilhac, Hard Swing Mango, Pascal Combeau, Moritz.

### Années 2010
2019 : Jacky Terrasson, Jean-My Truong Trio (hommage à Michel Petrucciani), Mike Wheeler "Sound of Chicago", Fred Pallem & Le Sacre du Tympa, Pierre-Yves Plat, Hot Swing Sextet... 
2018 : Hommage à Didier Lockwood avec Fiona Monbet, Francis Lockwood, Adrien Moignard, Diego Imbert. Biréli Lagrène & André Charlier (musicien) & Sourisse Multiquarium 11Tet (Remembering Jaco Pastorius). Stéphane Belmondo, Jesse Van Ruller, Gilles Naturel. Olivier Hutman, Marc Bertaux,Tony Rabeson. Sarah McCoy. 
2017 : Eric Legnini (Waxx Up) Feat China Moses, Lionel Belmondo (Tribute to John Coltrane), Mathias Levy Trio (Hommage à Stéphane Grappelli), Rhoda Scott Lady Quartet, Paris Combo, Cariba, Akoda... 
2016 : Lucky Peterson , André Ceccarelli, Antonio Farao , Daryl Hall , Didier Lockwood, Céline Bonacina Crystal Quartet , Panam Panic featuring Beat Assailant, Christian Escoudé , Aymeric Maini, Tom Ibarra Quartet, Rémy Béeseau, Ela Foy, Sénagal Acosutic, Art Musique 2, Fabien Ruiz
- 2015 : Richard Galliano, Sylvain Luc, Médéric Collignon, les frères Rosenberg (duo),  Opus Jam, Petros Klampanis, Thomas Enhco.
- 2014 : Angelo Debarre, Mike Stern, Didier Lockwood, Liz McComb.
- 2013 : Bireli Lagrène, Didier Lockwood, Dominique Di Piazza, Fabien Ruiz, Jean-My Truong, Monica Passos, Bojan Z, Laurent de Wilde
- 2012 : China Moses, Raphaël Lemonnier, Thierry Bouyer, Mourad Benhammou, Michel Delage, Patrick Artero, Drew Davies, Richard Bona
- 2011 : John Scofield, Cécile McLorin Salvant, Michele Hendricks, Joe-Louis Walker
- 2010 : Tania Maria, Steeve Lafond, Boney Fields, Malted Milk

### Années 2000
- 2009 : Didier Lockwood, Jean-Jacques Milteau
- 2008 : Tigran Hamasyan, Romane, Costel Nitescu, l'Ensemble Gospel de Québec, John Mayall (blues), Voice Messengers.
- 2007 : Arnaud Méthivier, Raphaël Fays, Nico Wayne Toussaint, Rhoda Scott, Alain Mayeras.
- 2006 : Biréli Lagrène Gipsy project, Mario Canonge quartet, Olivier Hutman,
- 2005 : Monty Alexander trio, hommage à Stan Getz...